# Charles Alexander Stevenson
Pour les articles homonymes, voir Stevenson.
Charles Alexander Stevenson (1855, Édimbourg – 1950) était un ingénieur constructeur de phares en et autour de l'Écosse.

## Biographie
Fils de David Stevenson et suivant une tradition familiale remontant à son grand-père Robert Stevenson, il suit l'exemple de son frère aîné David Alan et mène des études d'ingénieur à l'Université d'Édimbourg. Entre 1887 et 1937, il collabore avec son frère à la construction de 23 phares. Il s'est aussi rendu célèbre pour ses expérimentations dans le domaine de l'optique.
Son fils Alan (1891-1971) fut le dernier de la famille à exercer cette profession.

## Phares réalisés

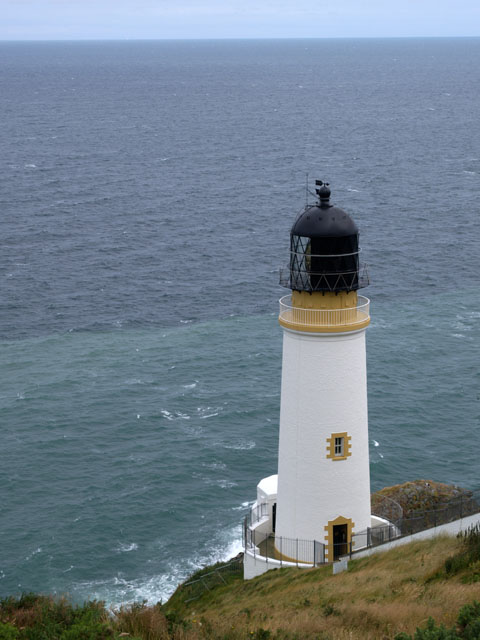
le phare de Maughold Head.

- Fair Isle (Skroo) (1892)
- Helliar Holm (1893)
- Sule Skerry (1895)
- Rattray Head (1895)
- Stroma (1896)
- Tod Head (1897)
- Noup Head (1898)
- Flannan Isles (1899)
- Tiumpan Head (1900)
- Killantringan (1900)
- Barns Ness (1901)
- Bass Rock (1903)
- Hyskeir (1904)
- Trodday (1908)
- Neist Point (1909)
- Rubh Re (1912)
- Milaid Point (1912)
- Maughold Head (1914)
- Copinsay (1915)
- Clyth Ness (1916)
- Duncansby Head (1924)
- Esha Ness (1929)
- Tor Ness (1937)

## Source
- (en) Cet article est partiellement ou en totalité issu de l’article de Wikipédia en anglais intitulé « Charles Alexander Stevenson » (voir la liste des auteurs).